# Prix Galien Polska

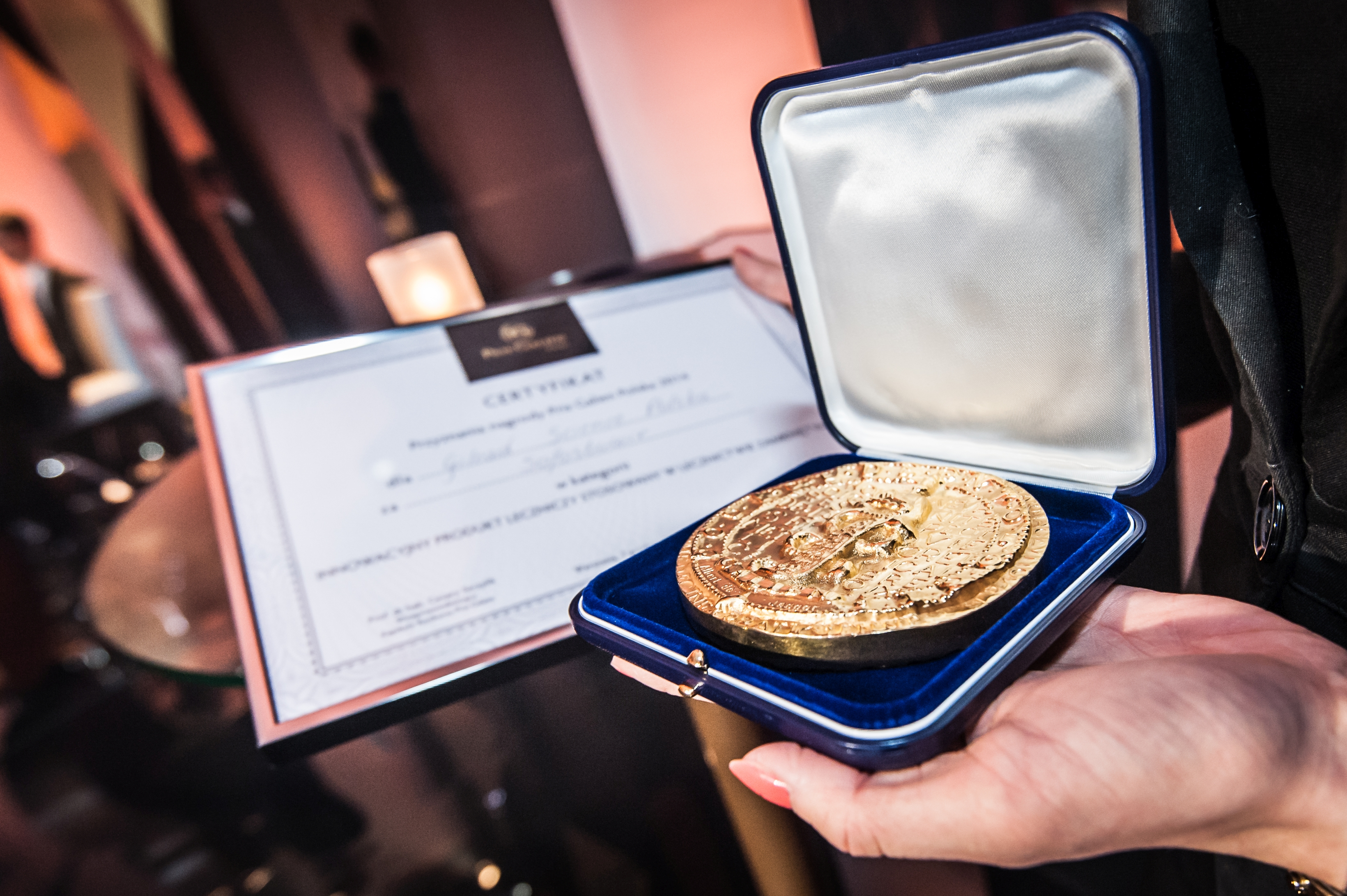
Medal i certyfikat nagrody

Prix Galien Polska – polska edycja międzynarodowego konkursu Prix Galien, który nagradza innowacyjność w farmacji i w medycynie.  
Nazwa konkursu pochodzi od Klaudiusza Galena (Claudiusa Galenusa), wybitnego starożytnego lekarza. 
Konkurs Prix Galien powstał w roku 1970 z inicjatywy francuskiego farmaceuty, Rolanda Mehla. Odbywa się w 17 krajach, m.in. we Francji, Hiszpanii, Portugalii, Wielkiej Brytanii, Niemczech, Holandii, Belgii, Luksemburgu, Szwajcarii, Włoszech, Turcji, Izraelu, Stanach Zjednoczonych i Kanadzie. Co dwa lata zdobywcy Prix Galien z poszczególnych krajów biorą udział w konkursie International Prix Galien, który wyróżnia najważniejsze innowacje w skali globalnej. 
Pierwsza polska edycja Prix Galien odbyła się w 2012 roku, druga w 2014, ,trzecia w 2015 a czwarta w roku 2016. Jej organizatorem były firmy Elsevier, a w kolejnych latach ICP Group. Edycje 2012, 2015 oraz 2016 były przygotowane i zarządzane przez Katarzynę Starosławską.

## Kapituła konkursowa
Skład kapituły konkursowej (2015)
- prof. dr hab. Cezary Szczylik (przewodniczący)
- prof. dr hab. Franciszek Kokot (członek honorowy)
- członkowie:
  - dr hab. Andrzej Horban
  - prof. dr hab. Waleria Hryniewicz
  - prof. dr hab. Jacek Imiela
  - prof. dr hab. Sergiusz Jóźwiak
  - prof. dr hab. Roman Kaliszan
  - prof. dr hab. Piotr Kuna
  - prof. dr hab. Janusz Rybakowski
  - prof. dr hab. Grażyna Rydzewska
  - prof. dr hab. Janina Stępińska
  - dr hab. Piotr Wiland
  - prof. dr hab. Piotr Chłosta
- sekretarz

## Laureaci
Laureaci konkursu:
- Edycja z roku 2012[3]

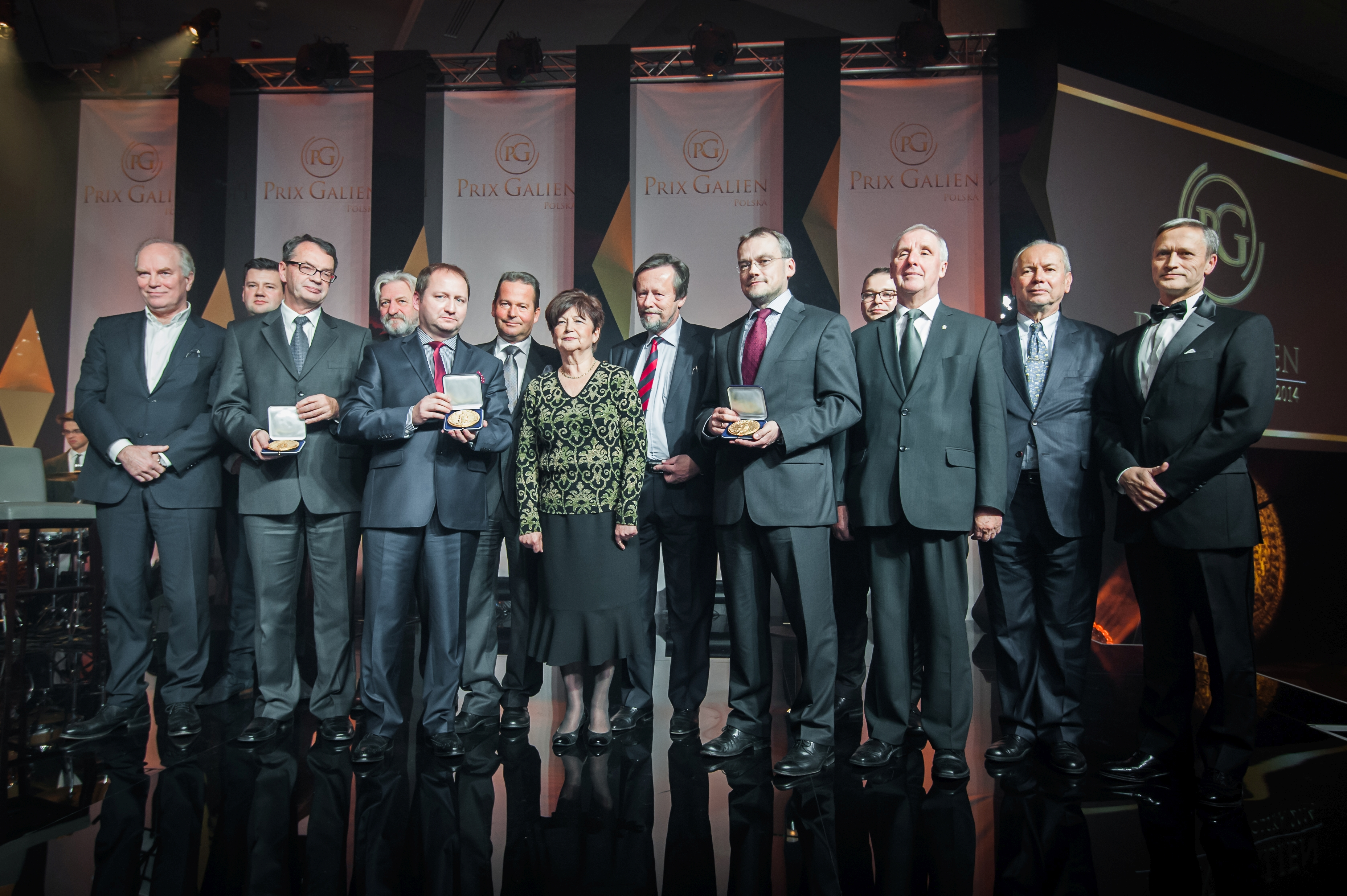
Kapituła konkursowa i laureaci edycji 2014

  - Boehringer Ingelheim za eteksylan dabigatranu (kategoria: Innowacyjny produkt leczniczy stosowany w lecznictwie otwartym)
  - Janssen za telaprewir (kategoria: Innowacyjny produkt leczniczy stosowany w lecznictwie zamkniętym)
  - Pfizer za 13-walentną skoniugowaną szczepionkę przeciwko pneumokokom  (kategoria: Innowacyjna szczepionka)
  - Instytut Biocybernetyki i Inżynierii Biomedycznej PAN za oryginalnego sztucznego pacjenta oddechowo-krążeniowego (kategoria: Innowacyjna praca badawcza)
  - Instytut Fizjologii i Patologii Słuchu za krajową sieć teleaudiologii i telefittingu (kategoria: Innowacyjne rozwiązanie informatyczne dla medycyny)

- Edycja z roku 2014[4]
  - Gilead Sciences Poland Sp. z o.o. za sofosbuwir (kategoria: Innowacyjny produkt leczniczy stosowany w lecznictwie zamkniętym)
  - Takeda Pharma Sp. z o.o. za brentuksymab vedotin (kategoria: Innowacyjny sierocy produkt leczniczy)
  - Grupa Novartis za szczepionkę przeciw meningokokom grupy B (rDNA) (kategoria: Innowacyjna szczepionka)

- Edycja z roku 2015[5]
  - Roche za pertuzumab (kategoria: Innowacyjny produkt leczniczy w leczeniu otwartym)
  - Bristol-Myers Squibb za niwolumab i MSD za pembrolizumab, nagroda podwójna (kategoria: Innowacyjny produkt leczniczy w leczeniu zamkniętym)
  - Sanofi Pasteur za sześciowalentną szczepionkę pediatryczna (kategoria: Innowacyjna szczepionka)
  - Centrum Materiałów Polimerowych i Węglowych PAN za nośniki polimerowe do termicznie kontrolowanego wytwarzania i oddzielania arkuszy komórek skóry i nabłonka PolyCell i dr hab. prof. nadzw. Marek Woynarowski z Centrum Zdrowia Dziecka za innowacyjną metodę leczenia uporczywie nawracających pooparzeniowych zwężeń przełyku sondą-protezą przełykową, nagroda podwójna (kategoria: Innowacyjne odkrycie naukowe)
  - prof. dr hab. Andrzej Czyżewski z Politechniki Gdańskiej, Wydział Elektroniki, Telekomunikacji i Informatyki, Katedra Systemów Multimedialnych  za CyberOko (kategoria: Innowacyjne rozwiązanie informatyczne dla medycyny)

- Edycja z roku 2016[6]
  - Boehringer Ingelheim Marketing za empagliflozyna (kategoria: Innowacyjny produkt leczniczy w leczeniu otwartym)
  - Jannssen-Cilag Polska za ibrutinib (kategoria: Innowacyjny produkt leczniczy w leczeniu zamkniętym)
  - MSD Polska za dziewięciowalentną szczepionkę przeciwko wirusowi brodawczaka ludzkiego (kategoria: Innowacyjny produkt leczniczy – innowacyjna szczepionka)
  - Amgen Biotechnologia za blinatumomab (kategoria: Innowacyjny sierocy produkt leczniczy)
  - prof. dr hab. Grażyna Ginalska z Uniwersytetu Medycznego w Lublinie za kościozastępczy biomateriał implantacyjny (kategoria: Innowacyjne odkrycie naukowe)
  - Servier Polska za „Servier dla Serca” (kategoria: Innowacyjna kampania zdrowotna)